# Ceilán portugués
Ceilán portugués (portugués: Ceilão Português, cingalés: ලංකාව ලංකාව Puruthugisi Lankawa, Tamil: இலங்கை இலங்கை Porthukeya Ilankai) fue el control del Reino de Kotte por el Imperio portugués, en la actual Sri Lanka, después de la crisis del siglo XVI en el país.
La presencia portuguesa en la isla duró desde 1505 hasta 1658. Su llegada fue en gran parte accidental, ya que buscaban el control del comercio, en lugar del territorio. Su aparición coincidió con la agitación política de Wijayaba Kollaya, y se vieron envueltos en la política interna de la isla mientras buscaban establecer el control sobre el lucrativo comercio de canela que se originó allí. Los portugueses utilizaron estas divisiones internas para su ventaja durante la guerra cingalo-portuguesa. El dominio directo de Portugal dentro de la isla no comenzó hasta después de la muerte de Dharmapala de Kotte, quien murió sin un heredero. Este legó el reino de Kotte al monarca portugués en 1580. Eso permitió a los portugueses reclamar el reino de Kotte tras la muerte de Dharmapala en 1597. El gobierno portugués comenzó con mucha resistencia por parte de la población local.
Finalmente, el reino de Kandy buscó la ayuda del Imperio neerlandés en sus esfuerzos por librar a la isla de los portugueses. El Imperio neerlandés inicialmente llegó a un acuerdo con el reino de Kandy. Después del colapso de la Unión Ibérica en diciembre de 1640, la guerra luso-neerlandesa vio la conquista neerlandesa de la mayoría de las colonias asiáticas de Portugal. Con el tiempo, los territorios portugueses fueron cedidos a los Países Bajos conformando el Ceilán neerlandés. Sin embargo, los elementos de la cultura portuguesa de este período colonial permanecen hasta hoy, en Sri Lanka.
- Datos: Q1709007
- Multimedia: Portuguese Ceylon / Q1709007